# Madness (álbum de Sleeping with Sirens)
Madness es el cuarto álbum de estudio de la banda estadounidense Sleeping with Sirens. El álbum fue lanzado el 17 de marzo de 2015 mediante Epitaph Records. El álbum fue auto-producido por Sleeping With Sirens y John Feldmann. El álbum es el primer lanzamiento de la banda después de su salida de Rise Records en 2014. También es el primer álbum que cuenta con Nick Martin como miembro oficial de la banda, quien reemplazó al exguitarrista Jesse Lawson. "Madness" fue procedido por el primer sencillo "Kick Me". El álbum sigue la progresión de la banda a un sonido de rock más pop, pero mantiene algunas influencias Post-Hardcore en algunas pistas.

## Antecedentes y Grabación
Después del lanzamiento del tercer álbum de estudio de la banda, Feel (2013), que recorrió extensamente en todo el mundo en apoyo del álbum; a principios de 2014, la banda entró al estudio Nashville, Tennessee y grabó 13 canciones con Nick Raskulinecz, sin embargo más tarde los desecharon y grabaron un nuevo material para un cuarto disco en Los Ángeles, California. La banda grabó un total de 15 nuevas canciones con el productor John Feldmann. Quinn explica, "Sólo planeábamos ir a Feldmann a hacer 2 o 3 canciones, y después llegamos a allí, y yo como: Vamos a hacer todo esto aquí". Los dos bonus track, "Parasites" y "2 Chords" fueron producidos por Raskulinecz.

## Sonido e Influencia
Madness es más bien un sonido Pop Rock con estilos Punk  y algunas influencias de Post-Hardcore. De acuerdo a una revisión por Radio.com "El álbum cuenta con el apoderamiento de letras y coros emocionales y masivos que van directamente a jóvenes descontentos y otros que han dicho que nunca ascienden a nada". Debido al hecho de que las sesiones de grabación del álbum se llevó a cabo a lo largo de un tiempo donde Sleeping With Sirens estaban sin sello discográfico y había poco dinero, el vocalista Kellin Quinn dijo que "Siempre es caótico y Madness es eso, donde acabas siendo capturado en la misma 'Locura' y tienes que averiguar quien eres tú en medio de toda ella"

## Lanzamiento
Para promocionar el álbum, la banda anunció el título, la portada del álbum y el listado de canciones el 22 de enero de 2015 y lanzó el sencillo "Go Go Go" en el mismo día acompañado con pocas canciones estreno por vía del canal oficial de Youtube de la discográfica Epitaph Records. Antes de esto la banda ya había lanzado el primer sencillo "Kick Me" el 16 de noviembre de 2014.

## Recepción
Recepción comercial
Para agosto de 2015, el álbum ya había vendido 79.500 copias.
Recepción de la crítica
El álbum recibió críticas generalmente positivas de los críticos profesionales de música. Según "Metarcritic" el álbum recibió un 74 de 100 basando en 6 críticas, citando "críticas generalmente positivas".

## Lista de canciones
| Madness |                      |          |  |
| N.º     | Título               | Duración |  |
| 1.      | «Kick Me»            | 02:31    |  |
| 2.      | «Go Go Go»           | 02:47    |  |
| 3.      | «Gold»               | 03:32    |  |
| 4.      | «Save Me a Spark»    | 03:39    |  |
| 5.      | «Fly»                | 03:35    |  |
| 6.      | «The Strays»         | 02:58    |  |
| 7.      | «Left Alone»         | 03:20    |  |
| 8.      | «Better Off Dead»    | 03:08    |  |
| 9.      | «We Like It Loud»    | 02:17    |  |
| 10.     | «Heroine»            | 03:35    |  |
| 11.     | «November»           | 03:29    |  |
| 12.     | «Madness»            | 02:42    |  |
| 13.     | «Don't Say Anything» | 03:16    |  |
| 38:04   |                      |          |  |

| Madness Deluxe Edition |             |          |  |
| N.º                    | Título      | Duración |  |
| 14.                    | «Parasites» | 02:55    |  |
| 15.                    | «2 Chords»  | 04:49    |  |
| 45:08                  |             |          |  |

## Personal
Sleeping With Sirens
- Kellin Quinn - Voz principal, teclados
- Justin Hills - Bajo eléctrico, coros
- Jack Fowler - Guitarra principal, programación
- Nick Martin - Guitarra rítmica, coros
- Gabe Berham - Batería